# Jerome (Arizona)
Jerome è una località degli Stati Uniti d'America, situata nella contea di Yavapai, nello Stato dell'Arizona. La città si trova sulle colline della Foresta Nazionale di Prescott in una zona ricca di giacimenti di rame.